# 人間飢饉
『人間饑饉』（にんげんききん）は、1931年（昭和6年）に発表された村松梢風の大衆小説、時代小説である。新漢字表記『人間飢饉』。それを原作とした1932年（昭和7年）製作・公開、伊丹万作脚本・監督による日本の長篇劇映画、サイレント映画は、『闇討渡世』（やみうちとせい）と改題された。

## 略歴・概要
小説『人間饑饉』は、1931年4月 - 同年7月、毎日新聞に連載された新聞小説である。村松梢風は、剣豪平手造酒を主人公に、民衆の反抗、大名の乱脈ぶりを左翼用語を交えた文体で記述した。翌1932年、春陽堂の「日本小説文庫」の1冊として、『平手造酒 人間飢饉』の題で単行本が発刊し、同作の最初の書籍となった。
映画化作品『闇討渡世』については、小説連載終了のほぼ1年後、翌年6月3日に公開された。これは、村松作品において、『次郎長裸道中記』（監督益田晴夫、主演葛木香一、1931年）に次ぐ史上2番目の映画化であった。

## ビブリオグラフィ
国立国会図書館蔵書による収録書籍の一覧である。
- 『平手造酒 人間飢饉』、日本小説文庫、春陽堂、1932年
- 『新選大衆小説全集 第19巻』、非凡閣、1935年
- 『人間飢饉』、三河書房、1948年
- 『大衆文学大系 16 大仏次郎・村松梢風』、大仏次郎・村松梢風、監修大仏次郎・川口松太郎・木村毅、講談社、1972年

## 映画
『闇討渡世』（やみうちとせい）は、村松梢風の小説『人間饑饉』を原作とした1932年（昭和7年）製作・公開、伊丹万作脚本・監督による日本の長篇劇映画、サイレント映画である。

### 略歴・概要
1931年（昭和6年）4月 - 同年7月、毎日新聞に連載された、村松梢風による新聞小説『人間饑饉』を原作に、翌1932年1月14日に公開された『國士無双』の次作として、伊丹万作が脚本を書き上げて撮影に入り、日活が配給して同年6月3日に公開された。本作公開におけるメイン館である浅草公園六区・富士館では、日活太秦撮影所製作、倉田文人監督、谷幹一主演による現代劇『とかく女と言ふものは』が同日封切られた。
伊丹は、前作『國士無双』のもつ諧謔と風刺の精神を継続し、片岡千恵蔵演じる主人公・平手造酒の孤独を描いた。千葉周作を市川小文治が演じ、ヒロインは前作に引き続き山田五十鈴、ほかにも前作に引き続き、高勢実乗、瀬川路三郎、渥美秀一郎、林誠之助、矢野武男、香川良介が出演している。
映画史家の田中純一郎は、リアルタイムで本作を観ており、「流行の傾向映画に同調したとはいえ、しかも懐疑的人生観を持った」「伊丹の時代批判」の存在を指摘している。北川冬彦も、前作『國士無双』から本作、次作『研辰の討たれ』への流れにおける人物像の描き方について、本作を高く評価していた。冨士田元彦は、リアルタイムで観ることができていないが、残された脚本を分析し、浅香新八郎演じる「香月梓」、片岡の「平手造酒」、葛木香一演じる「吉五郎」の描く人物の三角形に、本作のテーマが現れていることを指摘している。
伊丹自身は、1937年（昭和12年）7月、北川冬彦が編集する『季刊シナリオ研究』第2号に発表したエッセイ『「闇討渡世」に就て』において「今まで一番力を入れた仕事はと聞かれたら私は『闇討渡世』をあげる。そして結果としての反響が努力に反比例したのも『闇討渡世』だ」と述懐している。
2013年（平成25年）1月現在、東京国立近代美術館フィルムセンターも、マツダ映画社も、映画『闇討渡世』の上映用プリントを所蔵しておらず、現存していないとみなされるフィルムである。本作の脚本については、1961年（昭和36年）11月15日に発行された『伊丹万作全集 第3巻』（筑摩書房）に収録されている。

### スタッフ・作品データ
- 監督・脚本 : 伊丹万作
- 原作 : 村松梢風
- 撮影 : 石本秀雄

- 製作 : 片岡千恵蔵プロダクション
- 上映時間（巻数 / メートル） : 123分（16巻 / 3,381メートル）[5]
- フォーマット : 白黒映画 - スタンダードサイズ（1.37:1） - 18fps - サイレント映画
- 公開日 :  日本 1932年6月3日
- 配給 :  日活
- 初回興行 : 浅草公園六区・富士館
- 同時上映 : 『とかく女と言ふものは』（監督倉田文人、主演谷幹一）

### キャスト
- 片岡千恵蔵 - 平手造酒
- 浅香新八郎 - 香月梓
- 市川小文治 - 千葉周作
- 高勢実乗 - 桜川勘兵衛
- 葉山富之助 - 嘉兵衛
- 葛木香一 - 吉五郎
- 瀬川路三郎 - 藤木格之進
- 渥美秀一郎 - 渥美源助
- 小林三夫 - 紀之助
- 成松和一 - 三浦友之助
- 林誠之助 - 竹中十郎兵衛
- 矢野武男 - 目明し文吉
- 香川良介 - 叔父萩原
- 実川延一郎 - 矢田部庄左衛門
- 鳥羽陽之助 - 横川典膳
- 山田五十鈴 - お静
- 衣笠淳子 - おつう
- 滝沢静子 - お政
- 吉野朝子 - お夏
- 春日寿々子 - お仙
- 尾上華丈 - 文吉